# USS Key West (SSN-722)
Pour les autres navires du même nom, voir USS Key West.
Le USS Key West (SSN-722) est un sous-marin nucléaire d'attaque américain de classe Los Angeles nommé d'après Key West en Floride.

## Histoire du service
Construit au chantier naval Northrop Grumman de Newport News, il a été commissionné le 12 septembre 1987 et est toujours actuellement en service dans l’United States Navy.
Il a notamment participé à la Guerre d'Afghanistan durant laquelle il lança des missiles BGM-109 Tomahawk contre l'Afghanistan en 2001.